# V9990

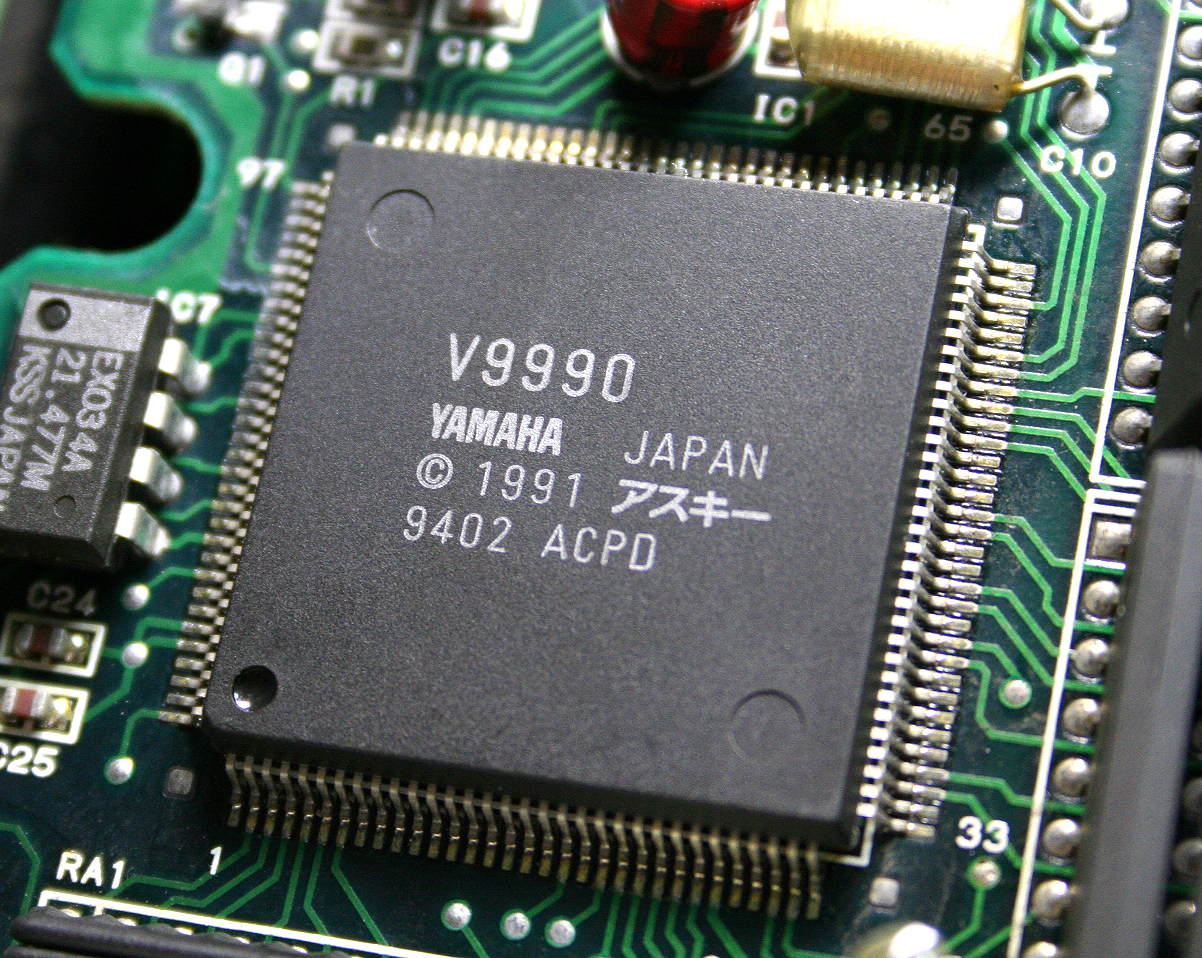
V9990外観

V9990(E-VDP-III)は、アスキーとヤマハが共同開発したVDPである。1991年に発表された
もともとはMSX2+に採用されたV9958の後継チップとしてMSX向けのVDPとしてV9978の名称で開発が始まったが、開発に失敗して再設計の上、MSXとは関係のないVDPとして、名称を新たにV9990としてリリースされた。西和彦は、全く新しいVDPであり、テレビの中にコンピューターを入れる設計思想だと説明した。パッケージは128ピンQFP。
グラフィック画面は640×480ドット（いわゆるVGA）に対応した。これが家庭用TVで表示できる。さらに2画面重ね合わせができ、かつ独立全方向スクロール可能。16ドット四方のスプライトは125個同時表示可能となった。最大32,768色表示可能。また32,768色中16色表示のパレットモードも搭載。
漢字専用のPCG機能を備え、CPUを経由せずに漢字ROMから直接キャラクターパターンを読み出し、VRAMに展開することもできた。
動作速度はCOPYコマンドでV9958の23倍。またバスも高速化された。
1994年、オランダのサンライズがV9990チップを搭載したMSX用画像カートリッジGFX9000(グラフィックス9000)を開発した。

## 開発経緯
もともとは「V9978」というナンバリングで、1990年発表のMSXturboRないしはその後継で採用される予定でV9958との後方互換性を持ったVDPとして開発されていた。MSX側でもV9978を制御するためのBIOSが試作されていたものの、当時導入された高密度のプロセスルールではV9958の機能を完全に再現することが困難であったため、後方互換性の維持とMSXへの採用は諦められた。MSXに採用されなかった理由は、チップ自体がコストが高かったこと、V9958との互換性がないことからMSXに採用するにはV9990に加えてV9958の2つのVDPを搭載する必要が生じたため、MSX本体自体も高価格になることが見込まれたからである。
MSXへの採用が流れた時点で名称もMSXとの関連を連想されるV9978ではなくV9990と変更された。前述の西和彦のインタビューを掲載した『MSXマガジン』では「このV9990がMSXに搭載される可能性は薄いようだ」としているが、その根拠として西の発言とともにVDPの番号が連続していないことを挙げた。
V9958と互換があるVDPとしての開発が間に合っていればMSXに採用されて、CPUのみが刷新されたMSXturboRでなくMSX3となっていただろうとされている。アスキーに在籍した鈴木仁志もコードネームがTryXとされたMSXのプロジェクトでV9978かV9998とされたVDPの開発が間に合わず、MSX3に採用される予定だった超高速CPUのR800だけが活かされる形となったとしている。

## 参考資料
- 「V9990 E-VDP-III アプリケーションマニュアル」ヤマハ CATALOG No.1499903 1991.12
- 「V9990(E-VDP-III) カタログ」ヤマハ、カタログNo.LSI-1199902 1991.04
- V9990データシート
- VRAM(TC524256BZ-80)データシート